# Асікаґа Масатомо
Асікаґа Масатомо (6 серпня 1435 — 11 травня 1491) — останній Канто-кубо (намісник регіону Канто в період Муроматі) у 1455—1457 роках, 1-й Хоріґое-кубо у 1457—1491 роках.

## Життєпис
Походив з панівного сьогунського роду Асікаґа. Третій син Асікаґа Йосінорі, сьогуна Японії. Його матір'ю була наложниця Собен-доно. Народився у 1435 році. У 1441 році загинув його батько. У 1455 році призначено намісником регіону Канто замість Асікаґа Сіґеудзі, який вбив свого канрея (головного радника). Проте васали останнього не дозволили Масатомо зайняти резиденцію в Камакурі. Він отаборився узаміку Хоріґое, а його суперник — Сіґеудзі — в Коґа. В результаті Канто фактично було поділено між двома намісниками (законним й незаконним). Самурайські роди розділилися між ними. Втім це сприяло послабленню влади сьогуна та посиленні місцевих кланів, особливо Уесугі. Зрештою у 1457 році Асікаґа Масатомо отримав посаду хоріґое-кубо, чим затверджено сталу ситуацію.
Разом з тим Асікаґа Масатомо намагався повернути контроль над Камакурою. Для цього відправив війська Імагава та Уесугі. Загони останніх також діяли в провінціях Кай і Сінано. У 1461 році на бік Масамото перейшов клан Сіба. У 1462, 1465, 1471—1472 роках велися запеклі військові кампанії проти Асікаґа Сіґеудзі. Зрештою тому завдано поразки й захоплено його резиденцію Коґа. разом з тим Масамото дедалі більше втрачав контроль над провінціями регіону, лише провінція Ідзу була під фактичною владою. У 1476 році внаслідок повстань з-під влади відійшли провінції Суруга і Тотомі.
У 1482 році внаслідок нових битв заноги вірні Масатомо вимушені були залишити Кога, до якого увійшов Сігеудзі. З останнім Асікаґа Масатомо уклав мирний договір. На той час його посада й владав Канто стали переважно номінальними, Масамото перетворився на даймьо провінції Ідзу. У 1489 році його сина Йосідзумі було всиновлено сьогуном Асікаґа Йосімаса.
У 1491 році він наказав своєму синові Тадамару постригтися у ченці, плануючи передати владу третьому синові. Але Татамару повстав, вбив батька, матір й брата, захопивши владу в Ідзу. Але того ж року його було повалено військами Ісе Сінкуро, що діяв від імені сьогуна, але фактично став в Ідзу новим володарем. В результаті посада хоріґое-кубо перестала існувати.